# Pedicularis spicata
Pedicularis spicata är en snyltrotsväxtart. Pedicularis spicata ingår i släktet spiror, och familjen snyltrotsväxter.

## Underarter
Arten delas in i följande underarter:
- P. s. stenocarpa
- P. s. bracteata